# حارة الشعب (الصافية)
حارة الشعب هي إحدى حارات حي الصافية بمديرية الصافية إحد مديريات العاصمة اليمنية صنعاء، بلغ تعداد سكانها 3282 نسمة حسب تعداد اليمن لعام 2004.